# Bibliographie de Mylène Farmer
Ceci est une liste des œuvres de Mylène Farmer une auteur-compositrice-interprète, productrice et actrice française.

## Livres par Mylène Farmer
- 2003 : Lisa-Loup et le Conteur, éditions Anne Carrière.
  - Conte philosophique écrit et illustré par Mylène Farmer.
- 2006 : Avant que l'ombre... À Bercy, éditions Anne Carrière.
  - Album de photos de la série de concerts Avant que l'ombre... À Bercy prises par Claude Gassian et choisies par Mylène Farmer.
- 2015 : Fragile, éditions Anne Carrière.
  - Album de photos résultant d'une séance photos de Mylène Farmer par Sylvie Lancrenon.
- 2015 : L'Étoile polaire, éditions Grasset.
  - Conte philosophique écrit par Michel Onfray et illustré par Mylène Farmer.
- 2021 : Aventure secrète avec Mylène Farmer, J'ai lu
  - Collection de 10 livres spirituels, illustrés par Mylène Farmer, et édités en édition limitée (en 2 temps).

## Participations
- 1990 : Mylène Farmer : Ainsi soit-elle, de Philippe Seguy, éditions Jean-Pierre Taillandier
  - Biographie officielle à laquelle Mylène Farmer a participé.
- 2001 : Où es-tu ?, de Marc Levy, éditions Robert Laffont
  - Roman dont Mylène Farmer a illustré la couverture avec un dessin inédit représentant Lisa.
- 2004 : Peinture d'autistes - Parole d'artistes, du Collectif Sésame autisme, édition Sésame-autisme Rhône-Alpes
  - Recueil de 124 pages contenant 56 regards d'artistes, dont celui de Mylène Farmer, posés sur des tableaux réalisés par des personnes atteintes d'autisme.

## Livres sur Mylène Farmer
| Auteur                                      | Titre                                                                       | Description | Sorties                                    | Éditeur                                          | ISBN                                                                                    |
| ------------------------------------------- | --------------------------------------------------------------------------- | --- | ------------------------------------------ | ------------------------------------------------ | --------------------------------------------------------------------------------------- |
| Patrick Milo                                | Mylène Farmer                                                               | Biographie retirée de la vente une semaine après sa sortie à la suite d'un procès de Mylène Farmer pour atteinte à son image. | mai 1989                                   | Éditions Albin Michel                            | (ISBN 2-226-03692-X) (BNF 35036507)                                                     |
| Philippe Séguy                              | Mylène Farmer : Ainsi soit-elle                                             | Biographie officielle | 1990                                       | Éditions Jean-Pierre Taillandier                 | (ISBN 978-2876360662)                                                                   |
|                                             | L’album photo : Mylène Farmer                                               | Album photos en édition limitée et numérotée | 1991                                       | Éditions Geda                                    |                                                                                         |
| Laurent Boutonnat Mylène Farmer             | L’autre : Et 9 autres chansons à une voix et piano avec chiffrage d’accords | Partitions | 1991                                       | Requiem publishing                               | (ISBN 978-0931518355)                                                                   |
| Laurent Boutonnat Mylène Farmer             | Mylène Farmer : 10 chansons pour voix et piano avec accords de guitare      | Partitions | 1992                                       | Hit Diffusion                                    |                                                                                         |
| Franck Gourdon                              | Mylène Farmer : Référencier presse, 3 500 articles                          | Documents | 1998                                       | Arachnos                                         |                                                                                         |
| David Marguet                               | Mylène Farmer : Mystérieuse Sylphide                                        | Album photos + biographie thématique, réédité en 2003 avec une nouvelle couverture | mars 2000 octobre 2003                     | Éditions la Máscara                              | (ISBN 978-2914237000) (ISBN 978-2914237178)                                             |
| Collectif                                   | Picture Book Mylène Farmer                                                  | Album photos | 2000 2001                                  | Éditions Omega (2000) Éditions Montmartre (2001) | (ISBN 978-2914572019)                                                                   |
| Florence Rajon                              | Mylène Farmer de A à Z                                                      | Biographie abécédaire réactualisée plusieurs fois avec des couvertures différentes, la version 2003 a fait partie du pack « Génération Lolitas » vendu avec « Britney Spears de A à Z », « Alizée de A à Z » et « Les lolitas en 50 CD » | mars 2002 avril 2003 octobre 2004 mai 2005 | Éditions Prélude et Fugue                        | (ISBN 978-2843430862) (ISBN 978-2843431371) (ISBN 978-2843432637) (ISBN 978-2843433191) |
| Jean-Claude Perrier                         | Mylène Farmer : Au Cœur du Mythe                                            | Biographie | avril 2003                                 | Éditions Bartillat                               | (ISBN 2-84100-306-X)                                                                    |
| Collectif                                   | Référentiel Mylène Farmer                                                   | Référentiel du Mylène Farmer Magazine | avril 2003                                 | Confidential group                               |                                                                                         |
| Caroline Bee                                | Mylène Farmer : L’ange blessé                                               | Biographie, réédité un mois plus tard avec la nouvelle charte graphique de l’éditeur | mai 2003 juin 2003                         | Éditions Librio Musique                          | (ISBN 2-290-33120-1) (ISBN 2-290-33725-0)                                               |
| Collectif                                   | Mais où est passée Mylène Farmer ?                                          | Roman dont vous êtes le héros, Hors Série Plage du magazine « Instant Mag » | 2003                                       |                                                  |                                                                                         |
| Béatrice Nouveau                            | Mylène Farmer : L’Ange Rouge                                                | Album photos | novembre 2003                              | Éditions Michel Lafon                            | (ISBN 2-84098-989-1)                                                                    |
| Caroline Bee Antoine Bioy Benjamin Thiry    | Mylène Farmer : La part d’ombre                                             | Biographie analytique avec préface d’Amélie Nothomb, actualisé en 2006 avec une nouvelle couverture | novembre 2003 janvier 2006                 | Éditions l’Archipel                              | (ISBN 978-2841875368) (ISBN 978-2841877904)                                             |
| Mathias Goudeau                             | Mylène Farmer : Le Mystère…                                                 | Biographie abécédaire | août 2003                                  | Éditions Prélude et Fugue                        | (ISBN 2-84343-158-1)                                                                    |
| Christophe Mourthé                          | Intime : Mylène Farmer                                                      | Livre prévu pour octobre 2004 interdit avant sa parution | -                                          | Éditions Tear Prod                               | -                                                                                       |
| Annie et Bernard Reval                      | « Mylène Farmer : de chair et de sang »                                     | Biographie | septembre 2004                             | Éditions France-Empire                           | (ISBN 9782704809851)                                                                    |
| Bernard Violet                              | Mylène Farmer                                                               | Biographie certainement la plus médiatique | novembre 2004 mai 2006                     | Éditions Fayard J’ai lu                          | (ISBN 978-2213620343) (ISBN 978-2290349168)                                             |
| Fabien Lecœuvre                             | Mylène Farmer                                                               | Biographie | février 2005                               | Éditions Vade Retro                              | (ISBN 9782847630121)                                                                    |
| Maxime Le Men Sylvain Sennefelder           | Mylène Farmer : Les années Sygma                                            | Album photos de 1984 à 1996 + biographie succincte | mars 2005                                  | Éditions Tear Prod                               | (ISBN 978-2915957006)                                                                   |
| Maxime Le Men                               | Mylène Farmer & Vous : Le Référentiel                                       | Référentiel | 2005                                       | Éditions Tear Prod                               | (ISBN 9782915957013)                                                                    |
| Collectif IAO Magazine                      | Mylène Farmer : par Karl Dickenson                                          | Album photos de clichés du photographe Karl Dickenson prévu pour avril 2005, interdit avant sa parution, certains clichés n'avaient pas été approuvés par Mylène Farmer                                                                  | -                                          | Éditions Tear Prod                               | -                                                                                       |
| Line Grégory                                | Dans la peau de Mylène Farmer                                               | Autobiographie d’un sosie | septembre 2005                             | Éditions Michel Lafon                            | (ISBN 9782749903286)                                                                    |
| Christophe-Ange Papini                      | Fou de Mylène Farmer, deux années à l’attendre                              | Autobiographie d’un fan | janvier 2006                               | Éditions K&B                                     | (ISBN 9782915957044)                                                                    |
| Benoît Cachin                               | Le Dictionnaire des Chansons de Mylène Farmer                               | Histoires des chansons | février 2006                               | Éditions Tournon                                 | (ISBN 9782351440315)                                                                    |
| Julien Wagner                               | Mylène Farmer : Belle de Scène                                              | Documents sur les 4 premières séries de concerts | mai 2006                                   | Éditions K&B                                     | (ISBN 978-2915957075)                                                                   |
| Maxime Le Men                               | Mylène Farmer : Référentiel 2007                                            | Référentiel | septembre 2006                             | Éditions K&B                                     | (ISBN 9782915957167)                                                                    |
| Benoît Cachin                               | Mylène Farmer : Influences                                                  | Analyses | octobre 2006                               | Éditions Tournon                                 | (ISBN 9782351440261)                                                                    |
| Erwan Chuberre                              | Mylène Farmer : Phénoménale                                                 | Biographie, actualisée en 2008 avec une nouvelle couverture | novembre 2006 août 2008                    | City Éditions                                    | (ISBN 9782352881766)                                                                    |
| Renan Cornetteau                            | Mylène Farmer : Le Référentiel 2007                                         | Référentiel | avril 2007                                 | Éditions K&B                                     | (ISBN 9782915957167)                                                                    |
| Erwan Chuberre                              | Sainte Mylène, Priez pour Moi !                                             | Roman à propos d’un Admirateur | juin 2007                                  | Editeur Indépendant                              | (ISBN 9782353350902)                                                                    |
| Franck Besnier Olivier Vallée Adrien Bonnet | Mylène Farmer : la collection - L’ultime référentiel                        | Référentiel | septembre 2007                             | Éditions Why Not                                 | (ISBN 978-2-916611-05-1)                                                                |
| Sophie Khairallah                           | Mylène Farmer : le culte                                                    | Biographie analytique, actualisé en 2008 avec une nouvelle couverture | septembre 2007 août 2008                   | Éditions Why Not                                 | (ISBN 978-2916611037) (ISBN 978-2916611259)                                             |
| Renan Cornetteau                            | Mylène Farmer : Le Référentiel 2008                                         | Référentiel | octobre 2007                               | Éditions K&B                                     | (ISBN 9782915957327)                                                                    |
| Erwan Chuberre                              | Mylène Farmer : L’Intégrale                                                 | Encyclopédie Consacrée à Mylène | octobre 2007                               | City Editions                                    | (ISBN 9782352881087)                                                                    |
| Antoine Bioy Irène Beuh Nathaly Tudor       | Mais où est encore passée Mylène Farmer ?                                   | Roman dont vous êtes le héros | juin 2008                                  | Éditions K&B                                     | (ISBN 9782915957365)                                                                    |
| Arno Mothra                                 | Amylène analgésique                                                         | Roman autour de l’univers de Mylène Farmer | septembre 2008                             | Éditions Komakino                                | (ISBN 9782953259414)                                                                    |
| Thierry Wolf                                | Mylène Farmer : la libertine                                                | Biographie | octobre 2008                               | La lagune                                        | (ISBN 9782849691250)                                                                    |
| Hugues Royer                                | Mylène                                                                      | Biographie, actualisée en 2009 | novembre 2008 août 2009                    | Flammarion                                       | (ISBN 978-2352871392)                                                                   |
| Erwan Chuberre                              | Mylène Farmer : des mots sur nos désirs                                     | Biographie | juin 2009                                  | Alphée                                           | (ISBN 978-2753804777)                                                                   |
| Alain Wodrascka                             | Mylène Farmer en clair-obscur                                               | Biographie | août 2009                                  | Éditions Didier Carpentier                       | (ISBN 978-2841676361)                                                                   |
| Brigitte Hemmerlin Vanessa Pontet           | Mylène Farmer : la star aux deux visages                                    | Biographie, édition augmentée en 2019 | août 2009                                  | Éditions l’Archipel                              | (ISBN 978-2809801965)                                                                   |
| Cyril-Xavier Napolitano                     | Mylène Farmer : Écorchée Live                                               | Tourographie exclusive du Tour 89 au Tour 2009 | 11 septembre 2010                          | artlust                                          | (ISBN 978-2953579819)                                                                   |
| Julien Rigal                                | Mylène Farmer : La culture de l’inaccessibilité                             | Biographie | 28 septembre 2010                          | Éditions Prémium                                 | (ISBN 978-2356360960)                                                                   |
| Alice Novak                                 | Mylène Farmer : d'ombres et de lumières                                     | Biographie | janvier 2011                               | City Éditions                                    | (ISBN 978-2352884989)                                                                   |
| Erwan Chuberre                              | Sur mes lèvres… Mylène Farmer                                               | Roman | mars 2011                                  | Éditions Grimal                                  | (ISBN 978-2362030086)                                                                   |
| Steve Cabus                                 | Mylène Farmer : The Single File (anglais)                                   | (Édition à compte d'auteur) | juin 2011                                  | Grosvenor House Publishing                       | (ISBN 978-1908105783)                                                                   |
| Steve Cabus                                 | Farmerama : Les aventures insolites de Mylène Farmer                        | Nouvelles (Édition à compte d'auteur) | juin 2012                                  | Grosvenor House Publishing                       | (ISBN 978-1781485415)                                                                   |
| Véronique Bergen                            | Voyage en Mylénie                                                           | Nouvelles (Édition à compte d'auteur) | juin 2012                                  | Le Bord de l'eau Éditions La Muette              | (ISBN 978-1781485415)                                                                   |
| Cyril-Xavier Napolitano                     | Mylène Farmer : À Mille Lieux…                                              | Topographie | octobre 2012                               | artlust                                          | (ISBN 978-2953579826)                                                                   |
| Benoît Cachin                               | Mylène Farmer : Au fil des mots                                             | Dictionnaire illustré, éditions augmentées en 2013 et 2016 | octobre 2012 août 2013 avril 2016          | Éditions Gründ                                   | (ISBN 978-2324003646) (ISBN 978-2324005824) (ISBN 978-2-324-01299-0)                    |
| Explicit Publishing                         | La dernière tournée de Mylène Farmer, au fil du temps                       | Roman | avril 2014                                 | explicitpublishing.fr                            | (ISBN 978-1291850413)                                                                   |
| Michel Arouimi                              | Mylène Farmer : Le monde comme il tangue                                    | Analyse | avril 2014                                 | Éditions Hermann                                 | (ISBN 978-2705688288)                                                                   |
| Explicit Publishing                         | Mylène Farmer : Ses mots, ses clips                                         | Roman | juin 2014                                  | explicitpublishing.fr                            | (ISBN 978-1291839289)                                                                   |
| Yannik Provost                              | Mylène Farmer : une grande astronaute                                       | Biographie | juin 2014                                  | Éditions Édilivre                                | (ISBN 978-2332736178)                                                                   |
| Bruno Agostino                              | Mylène Farmer, Énigmes à résoudre                                           | Énigmes | décembre 2014                              | L'Empire de l'Âme                                | (ISBN 978-2365220378)                                                                   |
|                                             | Mylène Farmer : Anecdotes                                                   | Roman | juillet 2015                               | explicitpublishing.fr                            | (ISBN 978-1326303556)                                                                   |
| Yannik Provost                              | Mylène Farmer : Avant que minuit ne vienne                                  | Conte dont vous êtes le héros | juillet 2015                               | Éditions Édilivre                                | (ISBN 978-2332960542)                                                                   |
| Alain Wodrascka                             | Les 7 vies de Mylène Farmer                                                 | Biographie non officielle | octobre 2015                               | Hugo Image                                       | (ISBN 978-2755622201)                                                                   |
| Sophie Girault                              | Mylène Farmer secrète                                                       | Biographie non officielle | janvier 2016                               | City Edition                                     | (ISBN 978-2-82460-704-7)                                                                |
| Jean-Claude Perrier                         | Mylène révélée                                                              | Biographie non officielle | mars 2016                                  | Mazarine                                         | (ISBN 978-2-86374-356-0)                                                                |
| Alain Wodrascka                             | Mylène Farmer : carnets de voyages                                          | Biographie non officielle | mars 2017                                  | Michel Lafon                                     | (ISBN 978-2-7499-3211-8)                                                                |
| Benoît Cachin                               | Mylène Farmer: Inspirations                                                 | Biographie non officielle | septembre 2017                             | EPA Editions                                     | (ISBN 978-2-8512-0891-0)                                                                |
| Thomas Chaline                              | Mylène Farmer, intime                                                       | Biographie non officielle | novembre 2018                              | City Edition                                     | (ISBN 978-2-8246-1316-1)                                                                |
| Julien Autier Sophie Khairallah             | Mylène Farmer, de scène en scène                                            | Tourographie du Tour 89 au Live 2019 | novembre 2019                              | Hors Collection                                  | (ISBN 978-2-2581-6132-0)                                                                |
| Fabien Lecoeuvre                            | La véritable histoire des chansons de Mylène Farmer                         | Biographie non officielle | novembre 2021                              | Hugo Image                                       | (ISBN 978-2-7556-9172-6)                                                                |
| Gwendal Fossois                             | La philosophie sans contrefaçon de Mylène Farmer                            | Essai | octobre 2022                               | OPPORTUN                                         | (ISBN 978-2-3801-5607-2)                                                                |
| Alain Wodrascka                             | Mylène Farmer, ange ou démon ?                                              | Biographie non officielle | avril 2023                                 | L'Archipel                                       | (ISBN 978-2-8098-4387-3)                                                                |
| Benoît Cachin                               | Mylène Farmer, 1984-2024 : ses plus grands succès                           | Biographie non officielle | octobre 2023                               | Éditions Gründ                                   | (ISBN 978-2-3240-3406-0)                                                                |
| Clément Lagrange                            | Mylène Farmer, journal d'un fan : Toutes les scènes 1989-2024               | Référentiel des tournées, du Tour 89 à Nevermore 2023 | septembre 2024                             | Hors Collection                                  | (ISBN 978-2-7014-0431-8)                                                                |

## Magazines sur Mylène Farmer
Les magazines traitants exclusivement de Mylène Farmer sont apparus au début des années 1990, à la suite de son plus gros succès jusqu'à maintenant, Désenchantée. Mais il n'en existe aucun ayant une valeur officielle, tout comme les Fan Clubs, ou un site officiel (il existe des sites officiels mais de ses projets, pas de Mylène à proprement parler), Mylène Farmer a déclaré ne pas vouloir encourager le culte de sa personne.
- Fanzines :

| Titre                                        | Éditeur                                                | Gérants | Périodicité                                                               | notes |
| -------------------------------------------- | ------------------------------------------------------ | --- | ------------------------------------------------------------------------- | --- |
| Mylène Farmer International Fan Club (MFIFC) | Raven Inc.                                             | Réalisation et rédaction: - Jean-Rémy Gaudin-Bridet - Michaël Mouilleron - Jean-François Kowalski                                                | trimestriel 1993 à 2001 30 numéros                                        | D'abord en noir et blanc à lecture à double sens puis vers la fin en couleur et sens de lecture classique mais avec une meilleure qualité de papier |
| Mylène Farmer Magazine                       | Wolf Production (1996-2003) Oméga (2003-2004)          | Rédacteurs : - Olivier Chalumeau (le fondateur) - Adeline Cazenave - Wilfried Pasquier - Chris Dumas - Hubert X - David Marguet - Dounia Guechra | trimestriel 1996 à 2004 31 numéros 5 hors-séries                          | |
| Cendres de Lune                              | Mylène Farmer Fan Club de Belgique (MFFCB)             | Brigitte Graindorge Alexandre Peeters | trimestriel 1998 à 2001 13 numéros                                        | Certains articles sont rédigés en néerlandais |
| Instant-Mag                                  | Éditions Tear Prod                                     | Directeur de la publication : - Jean-François Kowalski Rédacteur en chef : - Caroline Bee Rédacteurs :                                           | trimestriel 2000 à 2005 20 numéros 7 hors-série 4 calendriers             | Le magazine « luxueux et décapant », les onze premières couvertures montraient Mylène Farmer le visage caché. Aux débuts accessible seulement par correspondance puis en kiosque à partir du numéro 8. Sa spécialité par la suite fut d'exploiter le phénomène de collection des fans en proposant à chaque numéro, y compris un hors-série, plusieurs couvertures différentes avec des photos inédites. |
| Bulle de chagrin                             | Mylène Farmer Fan Club de Belgique et Bulle de Chagrin | | biannuel 2004 2 numéros                                                   | abonnement sur internet |
| Mylène Farmer et vous                        | Éditions Tear Prod                                     | Directeur de la publication : - Jean-François Kowalski Rédacteur en chef : - Maxime Le Men                                                       | mensuel 2004-2006 bimensuel 2006 trimestriel 2007 23 numéros 1 hors-série | |
| IAO                                          | ConfidentialGroup                                      | Rédacteurs : - Olivier Chalumeau (le fondateur) - Franck Besnier - Julie Bidet - Stéphane Franlène - Erwan Chuberre                              | bimensuel 2005 à 2006 9 numéros 3 hors-séries                             | |
| IAO                                          | Neko                                                   | Olivier Chalumeau Franck Besnier | bimensuel 2009 4 numéros                                                  | Pour le retour de Mylène Farmer, ils publient de nouveau IAO dans un format plus grand et de meilleure qualité, il est beaucoup plus cher, 19 €, contre 6 € auparavant. |

- E-Fanzines :
  - Red Hot Mymy Paper édité par quatre personnes d'un forum de fans en 2002, 2 numéros
  - Égérie (2006-2007)
  - Âme-Stram-Mag édité par le Mylène Farmer Fan Club France (MFFCF)

- Autres magazines
  - Vogue Allemagne de mars 1996, « Lust am abgrund » (traduction : «Mise en abyme»), rencontre avec Amélie Nothomb, séance photo avec Marianne Rosenstiehl
    - Une sorte de discussion ou d'interview croisée réalisé à la demande d'Amélie Nothomb.

  - Vogue Paris numéro 2291 de septembre 1999, «Mylène», portrait-interview de Olivier Lalanne et séance photo avec Peter Lindbergh
    - Les clichés du photographe font apparaître Mylène Farmer sous un angle encore inconnu, presque méconnaissable.

  - Têtu numéro 136 de septembre 2008, «Les gays et moi», interview par Benoît Cachin et séance photo avec Robin
    - Une des rares fois où Mylène Farmer évoque son statut d'icone gay, de plus les clichés du photographe la font apparaître plus garçon manqué que jamais.